# Moskau in New York
Moskau in New York (Originaltitel: Moscow on the Hudson) ist eine US-amerikanische Filmkomödie des Regisseurs Paul Mazursky aus dem Jahr 1984. Deutschland-Premiere war am 2. November 1984.

## Handlung
Der Saxophonist Vladimir Ivanov arbeitet in der Zeit vor der Perestroika in den frühen 1980er Jahren beim Moskauer Zirkus. Er fühlt sich unglücklich, lebt in einem überfüllten Appartement mit seiner ganzen Familie. Gegenüber seinem Vorgesetzten muss er katzbuckeln, für Schuhe muss er stundenlang in einer Schlange anstehen. Um Benzin für sein kleines Auto auf dem Schwarzmarkt zu erstehen, durchstreift er immer wieder die Straßen. Seinen Großvater würde man am liebsten hinter Gittern sehen, weil er antisowjetische Parolen aus dem Fenster geschrien hat.
Der Zirkus wird nach New York geschickt. Vladimirs Freund Anatoly, der die ganze Zeit vom Absetzen gesprochen hat, besinnt sich anders. Vladimir, der die ganze Zeit versucht hat, seinem Freund sein Vorhaben auszureden, setzt sich hingegen doch ab. Bei Bloomingdale’s versteckt er sich hinter dem Tresen der Parfümabteilung. Dort lernt er die Verkäuferin Lucia kennen. Noch im Kaufhaus bittet er um Asyl in den USA. Der schwarze Sicherheitsmitarbeiter Lionel Witherspoon hat Sympathie mit dem Flüchtling und lässt ihn bei sich in Harlem wohnen.
Das Leben in New York hat sich Vladimir allerdings anders vorgestellt. Er muss einen Job finden, er spricht wenig Englisch, er ist einsam und hat Angst, ausgewiesen zu werden. Die Nachbarschaft ist furchtbar und die Arbeit, die er findet, schlecht bezahlt. Letztlich findet Vladimir heraus, dass der American Way of Life nicht das ist, was er zu sein scheint. Aber das ist doch die Freiheit. Zum Schluss spielt Vladimir auf der Straße Saxophon.

## Hintergrund
Die Zirkus-Szenen wurden im dafür jeweils auf „russisch“ oder „amerikanisch“ umgestalteten Münchner Cirkus-Kronebau gedreht. Einen Cameo-Auftritt als Schwuler hatte Udo Kier, wurde aber im Abspann nicht genannt.
1977 konnte Filmeditor Richard Halsey einen Oscar für seine Arbeit an Rocky gewinnen. Albert Wolsky kam ebenfalls oscarprämiert ans Set. 1980 wurde er für sein Kostümdesign für Hinter dem Rampenlicht geehrt. 1992 bekam er einen weiteren Oscar für Bugsy.
Der Künstler Saul Steinberg verklagte die Produktionsgesellschaft Columbia Pictures erfolgreich wegen Urheberrechtsverletzung. Steinberg konnte das Gericht davon überzeugen, dass sein Poster „View of the World from 9th Avenue“ (Titelbild des The New Yorker Magazine) als Grundlage des Filmposters gedient habe.

## Kritiken
„Mit verhaltener, diskreter Ironie erzähltes komödiantisches Märchen über die Sehnsucht des Menschen nach Freiheit, Selbstbestimmung und Lebenssinn“, schrieb das Lexikon des internationalen Films.

## Auszeichnungen
Bei der Verleihung der Golden Globe Awards 1985 war Robin Williams in der Kategorie Bester Hauptdarsteller – Komödie oder Musical nominiert.

## Synchronisation
Die deutsche Synchronfassung entstand durch die Interopa Film GmbH, Berlin, mit dem Dialogbuch und der Dialogregie von Thomas Keck.
| Rolle              | Darsteller            | Synchronsprecher   |
| ------------------ | --------------------- | ------------------ |
| Vladimir Ivanov    | Robin Williams        | Jürgen Kluckert    |
| Lucia Lombardo     | María Conchita Alonso | Monica Bielenstein |
| Lionel Witherspoon | Cleavant Derricks     | Wolfgang Condrus   |
| Orlando Ramirez    | Alejandro Rey         | Frank Glaubrecht   |
| Boris              | Saveli Kramarov       | Uwe Paulsen        |
| Anatoly            | Elya Baskin           | Joachim Tennstedt  |
| Yuri               | Oleg Rudnik           | Ortwin Speer       |